# Cruise Roma
Cruise Roma è un traghetto di proprietà della compagnia marittima Grimaldi Lines. È stato costruito nel Cantiere navale di Castellammare di Stabia ed è stato varato il 22 giugno 2007. Nel febbraio del 2019 è stato sottoposto a lavori di allungamento presso il cantiere navale di Palermo.

## Caratteristiche
Cruise Roma è il primo di una serie di quattro traghetti, di tipo Cruise-Ferry, costruiti tra il 2007 e il 2009 per conto del Gruppo Grimaldi. È stata la nave Ro-Pax più grande al mondo, ed è la più grande della flotta Grimaldi Lines insieme alla gemella Cruise Barcelona. 
Si tratta di una nave traghetto pensata per tratte lunghe, in grado di offrire servizi paragonabili ad una nave passeggeri. 
La nave è in servizio da sempre sulla linea Civitavecchia - Barcellona. In base al periodo dell'anno vengono inserite nelle schedule di viaggio più o meno tappe intermedie nel porto sardo di Porto Torres. 
Il traghetto, al momento dell'entrata in servizio, poteva raggiungere una velocità massima di 28 nodi, trasportava fino un massimo di 2.794 passeggeri e possiedeva un garage dalla capacità di 3.050 metri lineari di carico merci (corrispondente a circa 220 semirimorchi) contemporaneamente a 215 auto. 
I servizi per il trasporto passeggeri erano: 
- 479 cabine, di cui: 2 per persone a mobilità ridotta (PMR), 300 esterne, 109 interne e 68 suite; 143 poltrone reclinabili, 
- ristorante à la carte, 
- self service, 
- bar, 
- gelateria artigianale, 
- piscina, 
- centro benessere, 
- discoteca, Temporaneamente chiusa 
- casinò e sala giochi, temporaneamente chiuso
- sala per bambini, 
- sala conferenze, 
- negozio.
I lavori di allungamento (da 225 a 254 metri), cui è stato sottoposto presso il cantiere navale di Palermo nel febbraio del 2019 con un investimento di circa 60 milioni di euro, hanno comportato l'installazione di 4 array di batterie al litio per l'abbattimento delle emissioni di CO2 durante la permanenza in porto, permettendo alla nave di rimanere per diverse ore con tutti i Generatori spenti. Il numero totale delle cabine è stato portato a 499 ed il totale dei passeggeri che la nave può trasportare è di 3.343 persone. Gli spazi di carico hanno raggiunto una capacità di 3.750 m/l. Inoltre è stato aggiunto un nuovo ristorante in stile fast food.

## Propulsione
La nave è propulsa da 4 motori Wartsila 12V46D. Si tratta di motori quattro tempi con 12 cilindri disposti a V su due bancate e sovralimentati da 2 gruppi turbocompressori, uno per bancata. Tutta l'elettronica che gestisce i motori così come l'automazione di macchina hanno subito importanti aggiornamenti rispetto a quelle presenti a bordo al varo dell'unità. 

## Navi gemelle
- Cruise Barcelona
- Cruise Europa
- Cruise Sardegna